# Шамвеј (Илиноис)
Шамвеј (енгл. Shumway) град је у америчкој савезној држави Илиноис.

## Демографија
По попису из 2010. године број становника је 202, што је 15 (-6,9%) становника мање него 2000. године.
| Група             | 2000.        | 2010.       |
| Белци             | 217 (100,0%) | 188 (93,1%) |
| Афроамериканци    | 0 (0,0%)     | 0 (0,0%)    |
| Азијати           | 0 (0,0%)     | 0 (0,0%)    |
| Хиспаноамериканци | 0 (0,0%)     | 7 (3,5%)    |
| Укупно            | 217          | 202         |